# 리얼 메이트 인 호주
《리얼 메이트 인 호주》(Real Mate in 호주)는 매주 화요일 밤 11시, QTV에서 방영되는 프로그램이다. 절친인 안영미, 강유미가 호주로 떠나 좌충우돌 체험기를 벌이는 방송이다. 절친끼리 서로 호주로 여행을 간다는 것에서 시청자들에게 큰 관심을 받고 있다.

## 현재 진행 중인 방송
- 영미&유미 골드코스트 가다[2]

## 예정 방송
- 옥세자 3인방 멜번 가다[3]
- 계상&셰인 시드니 가다[4]